# Dios los cría
Dios los cría est un groupe de rock alternatif argentin, originaire de Mar del Plata, Buenos Aires.

## Biographie
Après quelques années de concerts et concerts dans leur ville natale, ils sortent leur premier album, appelé simplement Dios los cría, en 1996. L'album est produit par Tweety González (ex-Soda Stereo) et publié par le label PolyGram. L'album est un succès et est bien accueilli à la fois du public et la presse spécialisée.
Cette même année (1996), le groupe est appelé pour ouvrir les concerts d'Ozzy Osbourne et Megadeth, à l'édition argentine du Monsters of Rock. Un an plus tard, ils répètent le même événement, en ouvrant cette fois pour Marilyn Manson et les Beastie Boys. En 1998, ils publient une édition limitée de leur premier album avec morceaux live et plusieurs démos. Ces morceaux seront plus tard enregistrés par le groupe et sortis en 2000, sous le titre Dios.com, dans leur deuxième album studio. La même année, le groupe participe au festival Argentina en vivo.
Au début de l'année 2000, le groupe subit des changements dans sa formation : son batteur fondateur, Leo Parin, quitte le groupe, et est remplacé par Mariano Mendoza. Au milieu de la même année, le bassiste Alfredo Martínez est recruté. En 2002, le groupe ouvre pour les Red Hot Chili Peppers à l'Estadio River Plate et pour le groupe chilien La Ley à l'Estadio Luna Park.
En 2003, le groupe célèbre dix ans de parcours, et sort son troisième album, intitulé Álbum blanco, qui contient les chansons Vendaval, Mi especialidad et Sub-América. En 2006, Dios los cría publie son quatrième album studio, intitulé Justo cuando nos estábamos quedando sordos. L'album est enregistré aux studios Circo Beat, par Gustavo Iglesias (producteur des Babasonicos). Parmi les succès de cet album : Excepto lo que necesitás, Sin domesticar, La Bestia et Nunca me acosté.
Au début des années 2010, le groupe commence à publier sa musique sur Internet. En décembre cette même année, le groupe publie le morceau Mil noches de locura. En 2013, ils publient 7 canciones vivas, un album composé d'une seule piste avec seulement sept chansons enregistrées en direct. En août 2014, le groupe publie après huit ans sans album, El Sonido de los inevitable, composé de treize chansons et d'une piste bonus. Le groupe décide de continuer à publier ses morceaux sur Internet, en utilisant comme slogan : « El CD está muerto, la música, intacta », (« Le CD est mort, la musique, intacte »).
En mai 2016, DLC annonce sa séparation temporaire.

## Discographie
- 1996 : Dios los cría
- 2000 : Dios.com
- 2003 : Álbum blanco
- 2006 : Justo cuando nos estábamos quedando sordos
- 2013 : 7 canciones vivas
- 2016 : El Sonido de lo inevitable